# International Holocaust Remembrance Alliance
La International Holocaust Remembrance Alliance («Aliança Internacional per al Record de l'Holocaust», IHRA, per les seves sigles en anglès) és una organització intergovernamental fundada el 1998 que reuneix governs i experts per a enfortir, avançar i promoure l'educació, la recerca i el record de l'Holocaust a tot el món, i per fer complir els compromisos de la Declaració del Fòrum Internacional d'Estocolm sobre l'Holocaust (o «Declaració d'Estocolm»). L'IHRA consta 34 països membres, 28 europeus, més Israel, Argentina, Canadà i Estats Units; un país d'enllaç, Macedònia del nord; i set països observadors, cinc europeus, incloent Turquia, més Uruguai i El Salvador. L'organització va ser fundada per l'exprimer ministre suec Göran Persson el 1998. Del 26 al 28 de gener de 2000 es va celebrar el Fòrum Internacional d'Estocolm sobre l'Holocaust, el qual va reunir líders polítics i funcionaris de més de quaranta països amb líders civils i religiosos, supervivents, educadors i historiadors. El premi Nobel, Elie Wiesel, va ser el president honorífic del Fòrum i el professor Yehuda Bauer en va ser l'assessor acadèmic principal.
La presidència de l'IHRA l'ostenta cada any un país diferent: el 2019 Luxemburg.